# John A. Roche

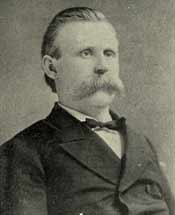
John A. Roche

John A. Roche (* 12. August 1844 in Utica, New York; † 10. Februar 1904 in Chicago, Illinois) war ein US-amerikanischer Politiker. Zwischen 1887 und 1889 war er Bürgermeister der Stadt Chicago.

## Werdegang
Über die Jugend und Schulausbildung von John Roche ist nichts überliefert. Ab 1869 lebte er in Chicago, wo er als Maschinenhändler arbeitete. Gleichzeitig schlug er als Mitglied der Republikanischen Partei eine politische Laufbahn ein. Im Juni 1888 nahm er als Delegierter an der Republican National Convention in Chicago teil, auf der Benjamin Harrison als Präsidentschaftskandidat nominiert wurde. Bereits im Jahr 1873 wurde er in das Repräsentantenhaus von Illinois gewählt.
1887 wurde Roche zum Bürgermeister von Chicago gewählt. Dieses Amt bekleidete er zwischen 1887 und 1889. Seine Amtszeit verlief ohne besondere Zwischenfälle. Nach seiner Zeit als Bürgermeister arbeitete er unter anderem in der Fahrstuhlbranche. Er war Manager und Vizepräsident der Crane Elevator Company und als Managing Director Vorstandsmitglied der Otis Elevator Company. 1893 wurde er Präsident der Lake Street Elevated Railroad Company. Ab 1894 war er Kurator des Lewis Institute, des heutigen Illinois Institute of Technology. Später wurde er dessen Vorstandsvorsitzender. Er starb am 10. Februar 1904 in Chicago.